# Agrias faivrei
Agrias faivrei är en fjärilsart som beskrevs av Le Moult 1926. Agrias faivrei ingår i släktet Agrias och familjen praktfjärilar. Inga underarter finns listade i Catalogue of Life.